# Rocco Papaleo
Rocco Antonio Papaleo (Lauria, 16 agosto 1958) è un attore, regista, sceneggiatore, comico e musicista italiano.

## Biografia

### Inizi
Nato e cresciuto a Lauria, in Basilicata, è figlio unico di Giacomo, impiegato all'ufficio delle imposte, e Giacomina Palmieri, casalinga. Da bambino è affascinato dalla musica, improvvisandosi percussionista con fustini del detersivo suonati come batteria, passando poi alla chitarra. Dopo aver frequentato il liceo scientifico di Lagonegro, si trasferisce a Rende, in Calabria, per frequentare la facoltà di ingegneria presso l’Unical, senza portare a termine gli studi, poi a Roma per studiare matematica. Durante il periodo universitario nella capitale, in cui trova un impiego extra come lavapiatti in un locale del centro, inizia ad interessarsi al mondo dello spettacolo e un'amica lo iscrive, a sua insaputa, ad un corso di recitazione. Abbandonati gli studi universitari, inizia a muovere i suoi primi passi come cabarettista, attore teatrale e musicista.

### Carriera

Rocco Papaleo in Classe di ferro (1989)

Debutta in teatro con la commedia Lauria Swing Story (1984), dedicata alla propria città natale. Parallelamente all'attività teatrale, esordisce in televisione come comico nel varietà Ewiva (1988), condotto da Milly Carlucci e, nello stesso anno, è nel cast di Fate il vostro gioco, presentato da Fabio Fazio. Tuttavia, la sua fama si consolida grazie al ruolo di Rocco Melloni nella serie televisiva Classe di ferro (1989-1991), diretta da Bruno Corbucci, per la quale collabora anche alla sceneggiatura di alcuni episodi. La carriera cinematografica inizia con una comparsa ne Il male oscuro di Mario Monicelli (1990). Nel 1997 interpreta il ruolo di protagonista nel cortometraggio Senza parole di Antonello De Leo, candidato all'Oscar e vincitore del David di Donatello dello stesso anno, e recita in Ferie d'agosto di Paolo Virzì (1996) e Del perduto amore di Michele Placido (1998).
Tramite Giovanni Veronesi, che lo nota durante un'esibizione canora ad una festa, conosce Leonardo Pieraccioni, con il quale instaura un lungo sodalizio artistico che lo porta a interpretare film come I laureati (1995), Il paradiso all'improvviso (2003), Ti amo in tutte le lingue del mondo (2005), Una moglie bellissima (2007), Io & Marilyn (2009) e Finalmente la felicità (2011). Agli inizi del 2000, torna in televisione con altre miniserie quali Giornalisti (2000) e Cuore contro cuore (2004), e nei film televisivi Vola Sciusciù (2000), Padre Pio - Tra cielo e terra (2000) e Cuore di donna (2002).  Nel 2006 è nel cast della serie televisiva francese Le cri di Hervé Baslé.

Da sinistra: Gianmarco Tognazzi, Massimo Ceccherini, Papaleo e Leonardo Pieraccioni sul set de I laureati (1995)

Nel 2009 partecipa alla realizzazione della pellicola giapponese Amalfi, diretta da Hiroshi Nishitani. Nel 2011 interpreta Nicola, il padre di Checco Zalone in Che bella giornata di Gennaro Nunziante. Lo stesso anno è uno dei protagonisti del film d'esordio di Massimiliano Bruno - Nessuno mi può giudicare - ed è protagonista, insieme a Luciana Littizzetto, del film di Lucio Pellegrini È nata una star? del 2012.
È del 2010 il suo esordio alla regia, con Basilicata coast to coast, film tratto da un testo per il teatro scritto da Papaleo e Valter Lupo, con il quale ottiene il David di Donatello e il Nastro d'argento come miglior regista esordiente. Si cimenta nuovamente alla regia nel 2013 con Una piccola impresa meridionale (tratto dall’omonimo romanzo di Papaleo) e nel 2016 con Onda su onda. Ha diretto anche i videoclip musicali di Mentre dormi di Max Gazzè (presente nella colonna sonora di Basilicata coast to coast), Lontano da tutto di Serena Abrami e Dove cadono i fulmini di Erica Mou.
Nel 2012 affianca Gianni Morandi nella conduzione del Festival di Sanremo. Nel 2014 è protagonista con Paola Cortellesi in Un boss in salotto di Luca Miniero, con Sergio Castellitto in La buca, film di Daniele Ciprì, e con Christian De Sica in La scuola più bella del mondo. Nel 2018 e nel 2020 interpreta Athos ne Moschettieri del re - La penultima missione e Tutti per 1 - 1 per tutti di Giovanni Veronesi, commedie liberamente ispirate ai romanzi di Alexandre Dumas. Nel 2019, veste i panni del Gatto in 
Pinocchio di Matteo Garrone e conduce il DopoFestival della sessantanovesima kermesse sanremese, assieme a Anna Foglietta. Nello stesso anno, vince il premio Flaiano come miglior interpretazione maschile nei film Moschettieri del re - La penultima missione e Il grande spirito di Sergio Rubini. Nel 2023 esce Scordato, il suo quarto film da regista di cui è anche interprete e che segna il debutto di Giorgia come attrice. Nel 2024 è diretto di nuovo da Paolo Virzì nel film Un altro ferragosto, sequel di Ferie d'agosto del 1996.

### Altre attività
Attivo anche come musicista e doppiatore, incide due dischi di genere swing: Che non si sappia in giro (1997) e La mia parte imperfetta (2012). Inoltre partecipa alla realizzazione dei brani Rocco e i suoi fratelli e InTricarico dei Têtes de Bois, dal disco Avanti pop (2007). Con Chiara Civello scrive i brani Isola e Tre, contenuti rispettivamente negli album della cantautrice The Space Between (2007) e 7752 (2011). Presta la voce nei lungometraggi Pinocchio (2012) e Il più grande uomo scimmia del Pleistocene (2015), nei ruoli di Mangiafoco e Sergey.

## Vita privata
È stato sposato con Sonia Peng, scenografa svizzera con cui ha lavorato in diverse produzioni e da cui ha avuto un figlio.

## Filmografia

### Attore

#### Cinema
- Il male oscuro, regia di Mario Monicelli (1990)
- Senza pelle, regia di Alessandro D'Alatri (1994)
- Con gli occhi chiusi, regia di Francesca Archibugi (1994)
- I laureati, regia di Leonardo Pieraccioni (1995)
- Ferie d'agosto, regia di Paolo Virzì (1996)
- Il barbiere di Rio, regia di Giovanni Veronesi (1996)
- I virtuali, regia di Luca Mazzieri e Marco Mazzieri (1996)
- Cresceranno i carciofi a Mimongo, regia di Fulvio Ottaviano (1996)
- Finalmente soli, regia di Umberto Marino (1997)
- Cinque giorni di tempesta, regia di Francesco Calogero (1997)
- Viola bacia tutti, regia di Giovanni Veronesi (1998)
- Del perduto amore, regia di Michele Placido (1998)
- La bomba, regia di Giulio Base (1999)
- Voglio stare sotto al letto, regia di Bruno Colella (1999)
- Volesse il cielo!, regia di Vincenzo Salemme (2002)
- Il trasformista, regia di Luca Barbareschi (2002)
- Il paradiso all'improvviso, regia di Leonardo Pieraccioni (2003)
- Il pranzo della domenica, regia di Carlo Vanzina (2003)
- Che ne sarà di noi, regia di Giovanni Veronesi (2004)
- Ti amo in tutte le lingue del mondo, regia di Leonardo Pieraccioni (2005)
- Commediasexi, regia di Alessandro D'Alatri (2006)
- Non prendere impegni stasera, regia di Gianluca Maria Tavarelli (2006)
- Una moglie bellissima, regia di Leonardo Pieraccioni (2007)
- L'amore non basta, regia di Stefano Chiantini (2008)
- Non c'è più niente da fare, regia di Emanuele Barresi (2008)
- Io & Marilyn, regia di Leonardo Pieraccioni (2009)
- Amalfi: megami no hōshū, regia di Hiroshi Nishitani (2009)
- Mai stata meglio, regia di Dolores Payás (2009)
- Due vite per caso, regia di Alessandro Aronadio (2010)
- Basilicata coast to coast, regia di Rocco Papaleo (2010)
- Che bella giornata, regia di Gennaro Nunziante (2011)
- Nessuno mi può giudicare, regia di Massimiliano Bruno (2011)
- Finalmente la felicità, regia di Leonardo Pieraccioni (2011)
- È nata una star?, regia di Lucio Pellegrini (2012)
- Viva l'Italia, regia di Massimiliano Bruno (2012)
- Una piccola impresa meridionale, regia di Rocco Papaleo (2013)
- La voce - Il talento può uccidere, regia di Augusto Zucchi (2013)
- Un boss in salotto, regia di Luca Miniero (2014)
- La buca, regia di Daniele Ciprì (2014)
- La scuola più bella del mondo, regia di Luca Miniero (2014)
- Confusi e felici, regia di Massimiliano Bruno (2014)
- Il nome del figlio, regia di Francesca Archibugi (2015)
- Onda su onda, regia di Rocco Papaleo (2016)
- Che vuoi che sia, regia di Edoardo Leo (2016)
- Orecchie, regia di Alessandro Aronadio (2016)
- The Place, regia di Paolo Genovese (2017)
- Il premio, regia di Alessandro Gassmann (2017)
- Bob & Marys - Criminali a domicilio, regia di Francesco Prisco (2018)
- Tu mi nascondi qualcosa, regia di Giuseppe Loconsole (2018)
- Moschettieri del re - La penultima missione, regia di Giovanni Veronesi (2018)
- Il grande spirito, regia di Sergio Rubini (2019)
- Pinocchio, regia di Matteo Garrone (2019)
- Tutti per 1 - 1 per tutti, regia di Giovanni Veronesi (2020)
- Si vive una volta sola, regia di Carlo Verdone (2021)
- Scordato, regia di Rocco Papaleo (2023)
- I peggiori giorni, regia di Massimiliano Bruno ed Edoardo Leo (2023)
- Un altro ferragosto, regia di Paolo Virzì (2024)
- Follemente, regia di Paolo Genovese (2025)
- U.S. Palmese, regia dei Manetti Bros. (2025)
- 100 di questi anni, regia di Rocco Papaleo (2025)

#### Televisione
- Classe di ferro – serie TV (1989-1991)
- Quelli della speciale – serie TV (1993)
- Giornalisti – serie TV (2000)
- Padre Pio - Tra cielo e terra, regia di Giulio Base – miniserie TV (2000)
- Cuore di donna, regia di Franco Bernini – film TV (2002)
- Vola Sciusciù, regia di Joseph Sargent – film TV (2003)
- Cuore contro cuore – serie TV (2004)
- Le cri, regia di  Hervé Baslé – miniserie TV (2006)
- Tigri di carta, regia di Dario Cioni – miniserie TV (2008)
- Vita da Carlo – serie TV, episodio 1x05 (2021)
- No Activity - Niente da segnalare – miniserie TV (2024)

### Sceneggiatore
- Viola bacia tutti, regia di Giovanni Veronesi (1998)
- L'amore non basta, regia di Stefano Chiantini (2008)
- Basilicata coast to coast, regia di Rocco Papaleo (2010)
- Onda su onda, regia di Rocco Papaleo (2016)
- Scordato, regia di Rocco Papaleo (2023)

### Regista

#### Cinema
- Basilicata coast to coast (2010)
- Una piccola impresa meridionale (2013)
- Onda su onda (2016)
- Scordato (2023)
- 100 di questi anni (2025)

#### Cortometraggi
- Normale con Giorgia (2022)

### Doppiatore
- Mangiafoco in Pinocchio (2012)
- Sergey in Il più grande uomo scimmia del Pleistocene (2015)

## Teatro
- Lauria Swing Story, regia di Rocco Papaleo (1984)
- 2001 odissea nello spazio, regia di Piero Castellacci (1985)
- Duello in piazza, regia di Salvatore Di Mattia (1985)
- Sussurri assurdi, regia di Salvatore Di Mattia (1986)
- La madre, regia di Claudio Frosi (1986)
- Aspettando metrò, regia di Rocco Papaleo (1987)
- Fools, regia di Pino Quartullo (1988-1989)
- Gonne, regia di Rocco Papaleo (1990)
- Trompe l'oeil, regia Federico Cagnoni (1991)
- Metodo Stanislawsky, regia di Valter Lupo (1992)
- Sottovoce, regia di Valter Lupo (1993)
- Di notte non bisognerebbe andare a caso, regia di Edoardo Erba (1994)
- Radio Estetica, regia di Franco Bertini (1995)
- L'inno dell'ultimo anno, regia di Maurizio Panici (1996)
- Che non si sappia in giro, regia di Valter Lupo (1997)
- Un'aria di famiglia, regia di Michele Placido (1998)
- Forbici follia, regia di Valter Lupo (1999)
- Simpatico, regia di Pietro Bontempo (2000)
- Eduardo al Kursal, regia di Armando Pugliese (2001-2004)
- Basilicata on My Mind, regia Pietro Bontempo (2003)
- Scoppio d'amore e guerra, regia di Duccio Camerini (2005-2006)
- Il linguaggio della montagna, regia di Pietro Bontempo (2007)
- Basilicata coast to coast, regia di Valter Lupo (2008)
- La fantasia mi consola, regia di Rocco Papaleo (2009)
- Eduardo più unico che raro, regia di Giancarlo Sepe (2010-2011)
- Una piccola impresa meridionale, regia di Valter Lupo (2012-2016)
- Buena onda, regia di Valter Lupo (2017-2018)
- Coast to coast, regia di Valter Lupo (2019-2020, 2022)
- Peachum - Un'opera da tre soldi, regia di Fausto Paravidino (2022)
- Maledetti amici miei... il ritorno (quelli di A ruota libera), regia di Giovanni Veronesi (2022)
- L'ispettore generale di Nikolaj Gogol', regia di Leo Muscato (2023)

## Televisione
- Ewiva (Canale 5, 1988)
- Fate il vostro gioco (Rai 2, 1988-1989)
- Festival di Sanremo 2012 (Rai 1, 2012)
- Una notte per Caruso - Premio Caruso 2013 (Rai 1, 2013)
- Zelig (Canale 5, 2014)
- L'anno che verrà (Rai 1, 2015)
- DopoFestival - The Dark Side of Sanremo (Rai 1, 2019)
- Maledetti amici miei (Rai 2, 2019)
- Dinner Club (Prime Video, 2024)

## Videoclip
- Mimica in Ancora qui di Renato Zero (regia di Alessandro D'Alatri, 2009)[16]
- Regia in Mentre dormi di Max Gazzè (2010)[17]
- Regia in Lontano da tutto di Serena Abrami (2011)[18]
- Regia e comparsata finale in Dove cadono i fulmini di Erica Mou (2013)[19]

## Discografia
- Che non si sappia in giro (BMG Ricordi, 1997)
- La mia parte imperfetta (Sony Music, 2012)[20]

## Tour
- 2009 - Basilicata coast to coast, spettacoli teatrali in Puglia. Musicisti: Rocco Papaleo (voce e chitarra), Giovanni di Cosimo (tromba), Arturo Valiante (pianoforte), Ciccio Accardo (chitarra), Patrizio Sacco (contrabbasso), Marco Monaco (batteria)[21]
- 2011 - Resto umile World Tour 2011
- 2012 - Una piccola impresa meridionale

## Opere letterarie
- 2013 - Una piccola impresa meridionale (Mondadori)

## Riconoscimenti
- David di Donatello
  - 2011 – Miglior regista esordiente per Basilicata coast to coast[22]
  - 2011 – Miglior musicista per Basilicata coast to coast[22]

- Nastro d'argento
  - 2010 – Miglior regista esordiente per Basilicata coast to coast[23]

- Ciak d'oro
  - 2010 – Migliore colonna sonora per Basilicata coast to coast[24]

### Altri premi
- Premio TV 2012 come personaggio rivelazione del 2012
- Premio nazionale Vincenzo Padula – Il Sud nel cinema 2013[25]
- Premio Flaiano 2019 per l'interpretazione maschile in Moschettieri del re - La penultima missione e Il grande spirito[12]
- Premio Sette Colli 2025 - Roma (Campidoglio)